# Maison de Franckenstein
 (août 2024).
Frankenstein (ou aussi Franckenstein) est le nom d'une famille de la noblesse immémoriale, d'extraction chevaleresque, féodale franconienne, qui descend de la dynastie des seigneurs et baillis impériaux de Breuberg dans l'Odenwald, respectivement seigneurs de Lützelbach.

## Légende
En 948, il est rapporté qu'un nommé Arbogast de Franckenstein confirme, dans deux contrats à l'abbé de Lorsch, protéger les convois sur la Bergstraße qui passent à travers le territoire des Frankenstein jusqu'à la frontière, où les comtes de Breuberg reprennent ce service... Dans la même année, ledit Arbogast aurait gagné un tournoi auquel il avait été invité par l'archevêque Bruno Ier de Cologne qui avait été évêque de Lorsch auparavant.
Arbogast de Franckenstein, cité dans le livre de tournoi de Georg Rüxner, est probablement légendaire, car les informations de Rüxner ne sont pas toujours fiables. Les contrats mentionnés ne sont pas dans les archives du monastère de Lorch, mais apparaissent seulement dans la littérature secondaire.
Comme il est sûr que les seigneurs de Frankenstein descendent de Conrad II Reiz de Breuberg, la famille des Frankenstein n'a pu naître qu'au XIIIe siècle.

## Histoire
Ludovic de Luetzelbach était le premier ancêtre de la maison de Breuberg. Il est documenté en 1115, son descendant Winknand en 1160 suivi par son petit-fils Conradus, Reis de Lucelenbach, le père du premier Breuberg, Conrad Ier, mentionné en 1189.
Conrad Ier de Breuberg et ses descendants construisirent vers 1200 le château fort de Breuberg et se nommèrent ensuite Breuberg. Grâce au mariage de son fils Eberhard Ier avec Mechtilde (Elisabeth?), l'une des cinq filles héritières du bailli impérial Gerlach II de Büdingen, le pouvoir, les possessions et les intérêts de la famille se transféraient depuis 1239 en Vettéravie, où les Breubergeois Arrois, Gerlach et Eberhard III devinrent successivement baillis impériaux de la Vettéravie.
Le château Frankenstein est mentionné pour la première fois dans un contrat officiel en 1252, dans lequel Conrad II Reiz de Breuberg et son épouse Élisabeth de Weiterstadt témoignent d'un don „super castro in frangenstein“ („au château sur Frankenstein“). On en déduit aussi que le fort existait déjà à cette époque et qu'il servait à la défense des environs. C'est probablement aux alentours de 1240 que Conrad II de Breuberg bâtit son château fort sur les hauteurs du mont Frankenstein et qu'il se nomma Frankenstein ensuite.
Il fut le fondateur de la seigneurie féodale de Frankenstein avec des possessions à Nieder-Beerbach, Eberstadt, Friedberg (Hesse), la Vettéravie et du Ried (Bavière). De plus, la famille exerçait des droits de suzerain à Zwingenberg (Château d'Auerbach), Darmstadt, Groß-Gerau, Francfort-sur-le-Main et Bensheim, entre autres en tant que burgraves.
C'est vers 1292, que Frédéric Ier, seigneur de Frankenstein, ouvrit les portes de la forteresse aux comtes Guillaume Ier et Didier VI de Katzenelnbogen et leur donna libre accès en cas de guerre. La forteresse ne fut néanmoins jamais assiégée.
Le mariage de Jean Ier avec Irmela de Cleen, fille unique du dernier seigneur de Cleen apporta non seulement plus de terres, mais aussi la charge de prévôt de Francfort aux Frankenstein. Grâce à l’influence croissante de la famille, la baronnie fut élevée en fief impérial du Saint-Empire romain germanique en 1402, ce qui allait conjointement avec un agrandissement significatif du château.

## Possessions

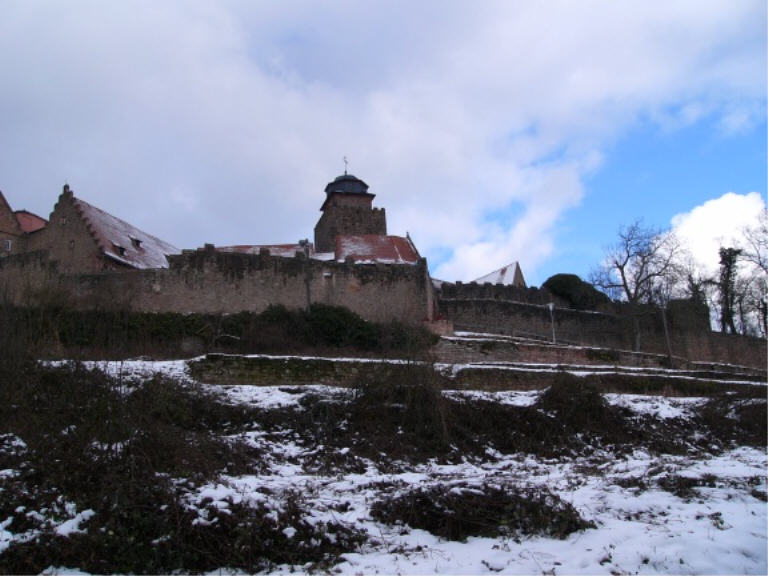
Forteresse de Breuberg
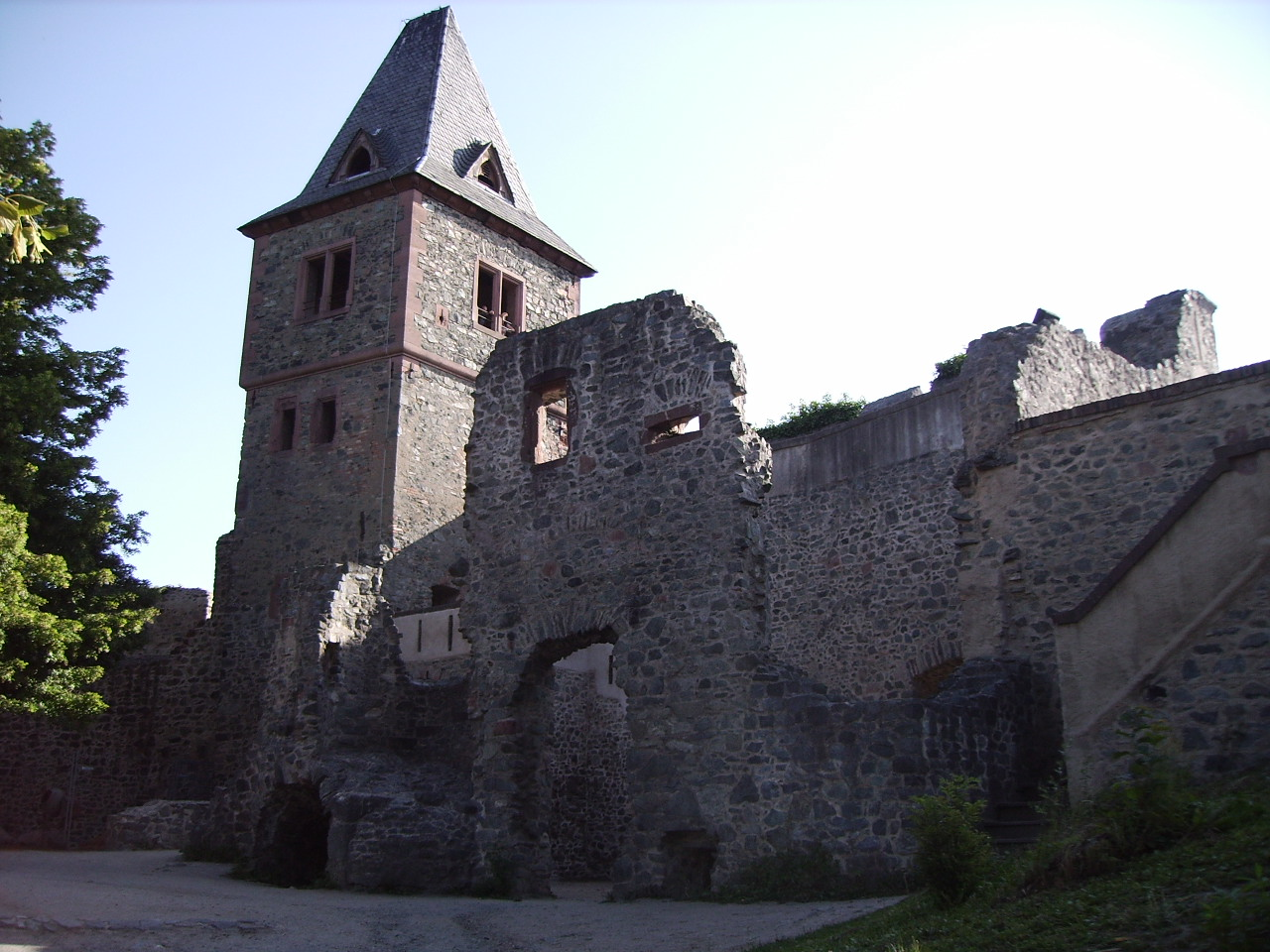
Forteresse de  Frankenstein
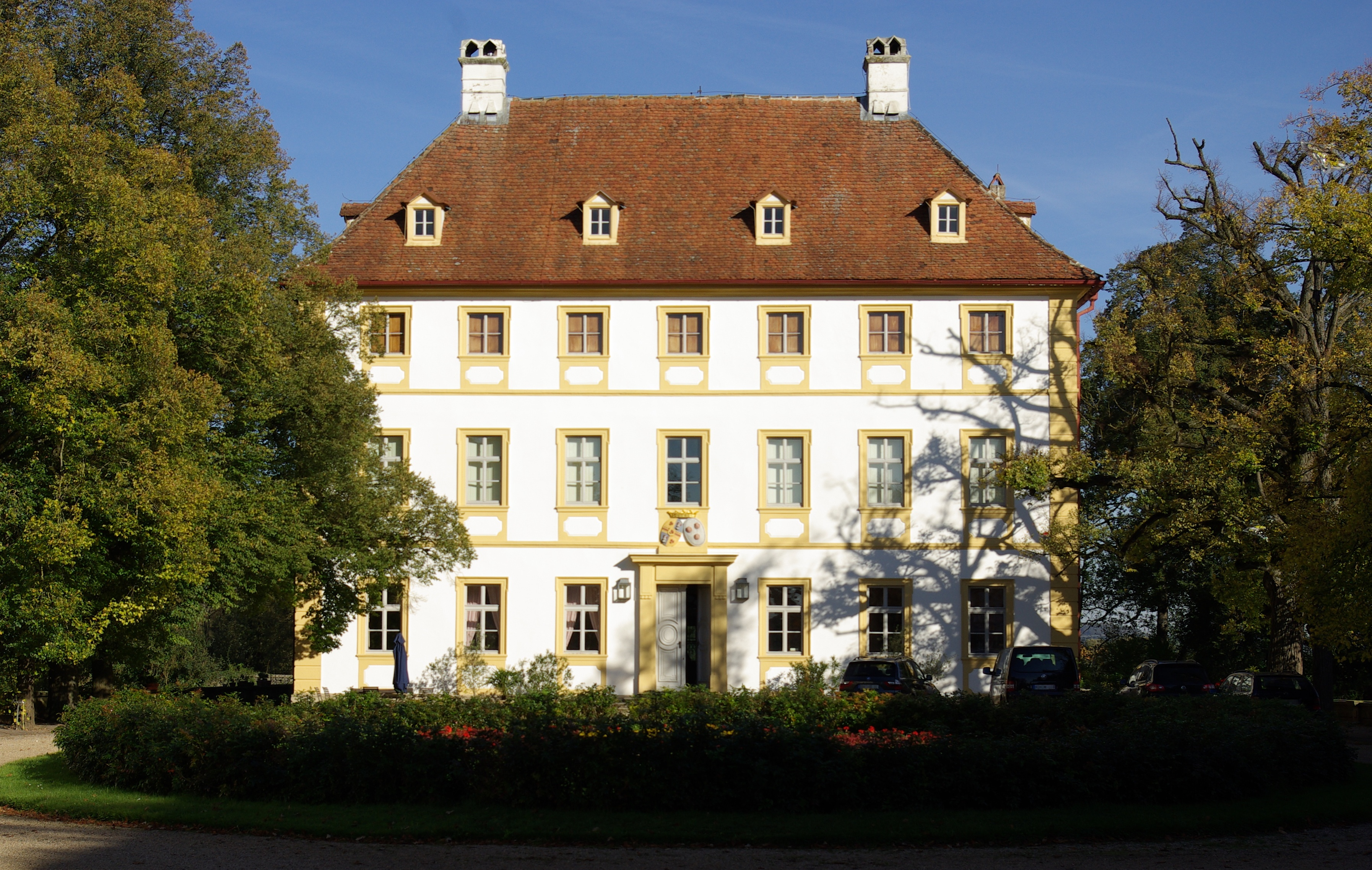
Chateau d'Ullstadt
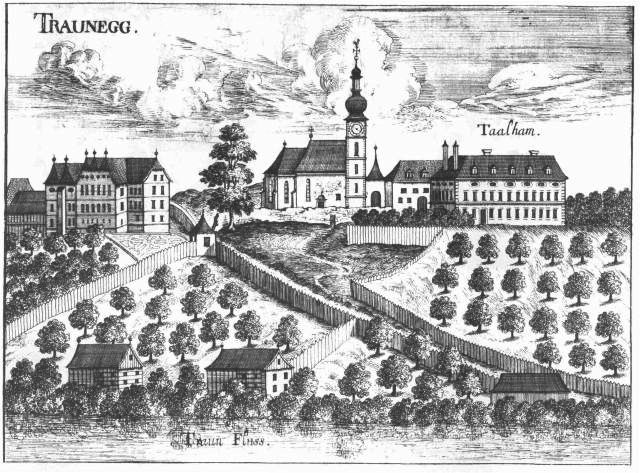
Chateau de Traunegg
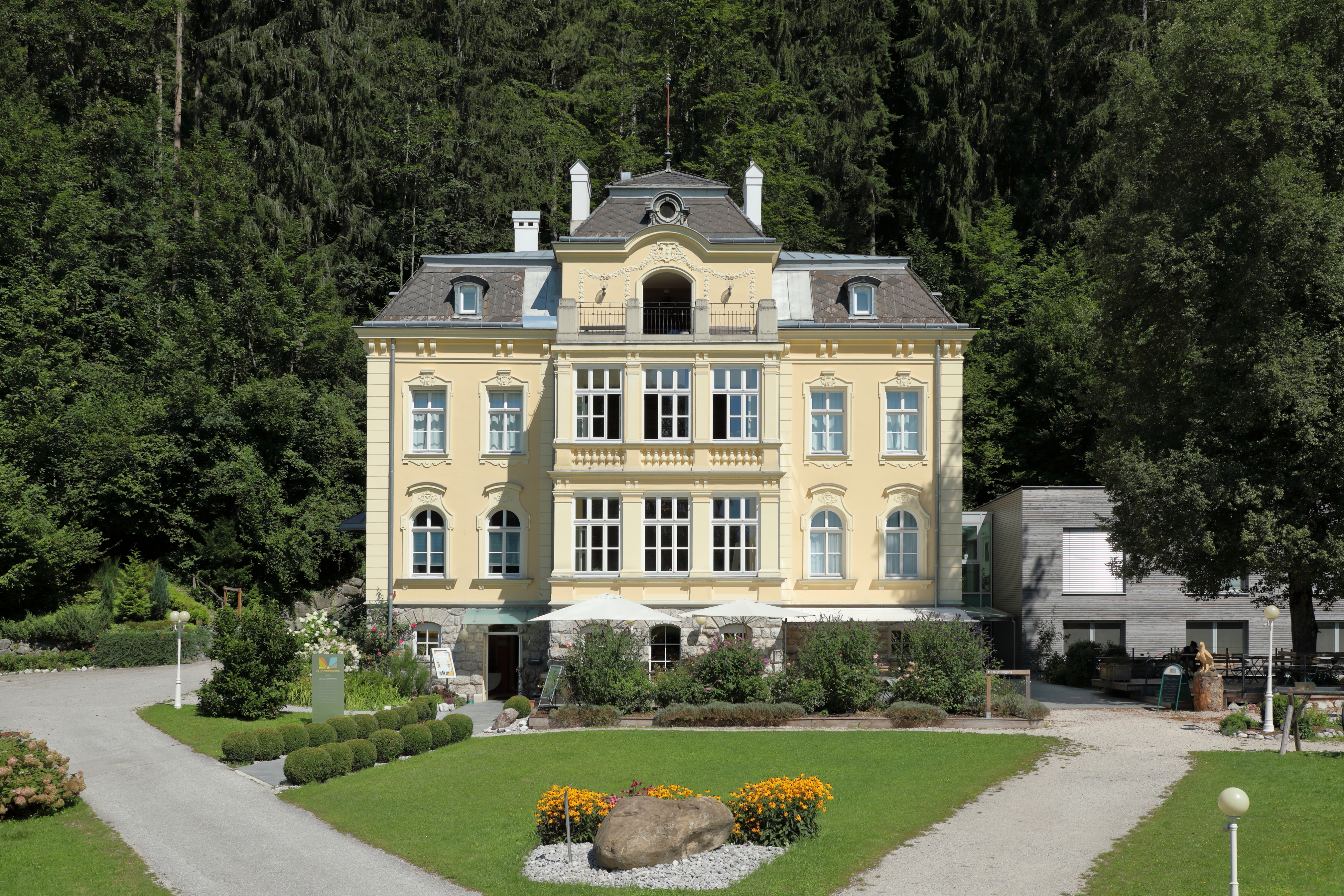
Villa Franckenstein à Windischgarsten
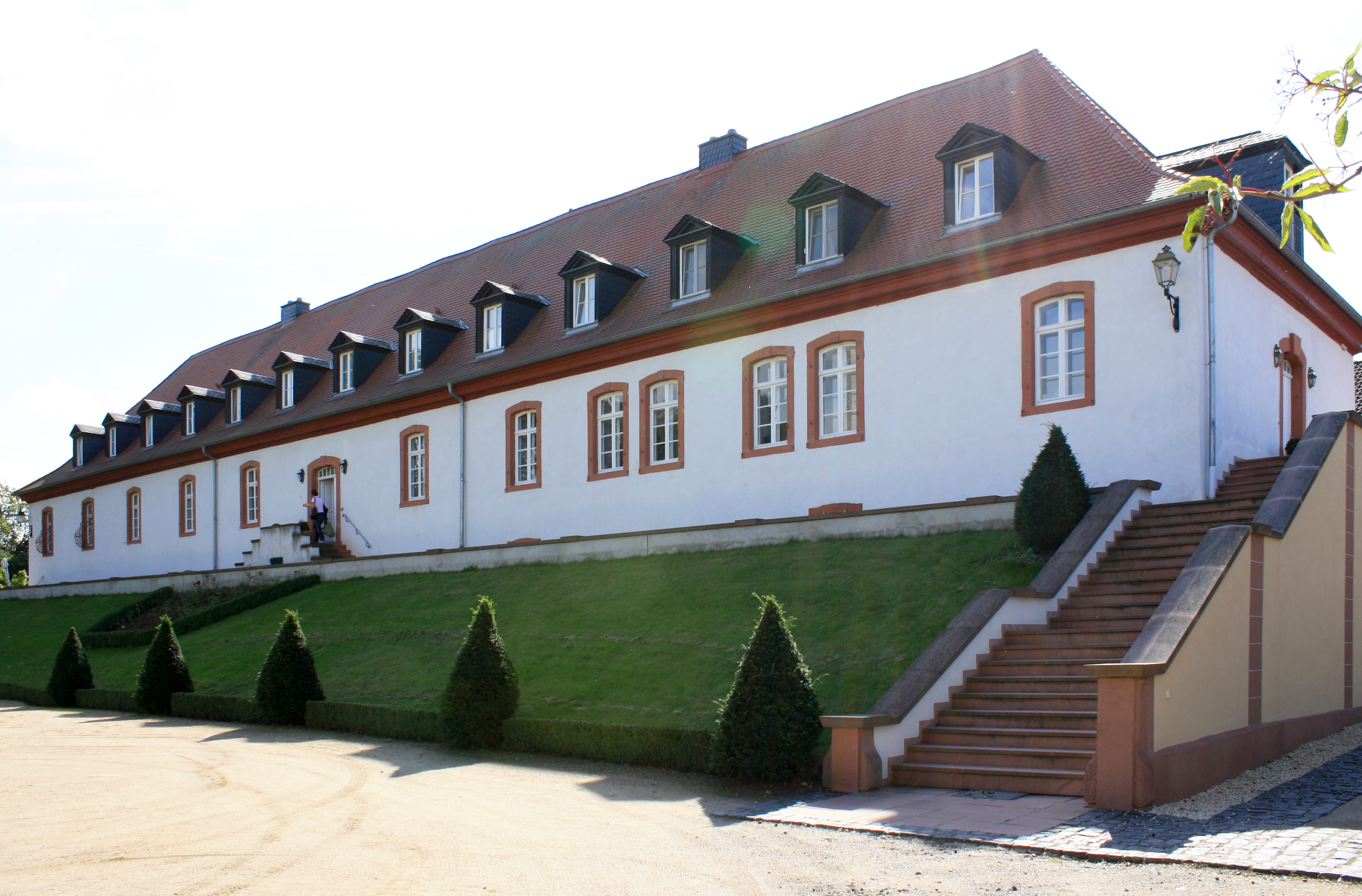
Chateau Franckenstein à Ockstadt
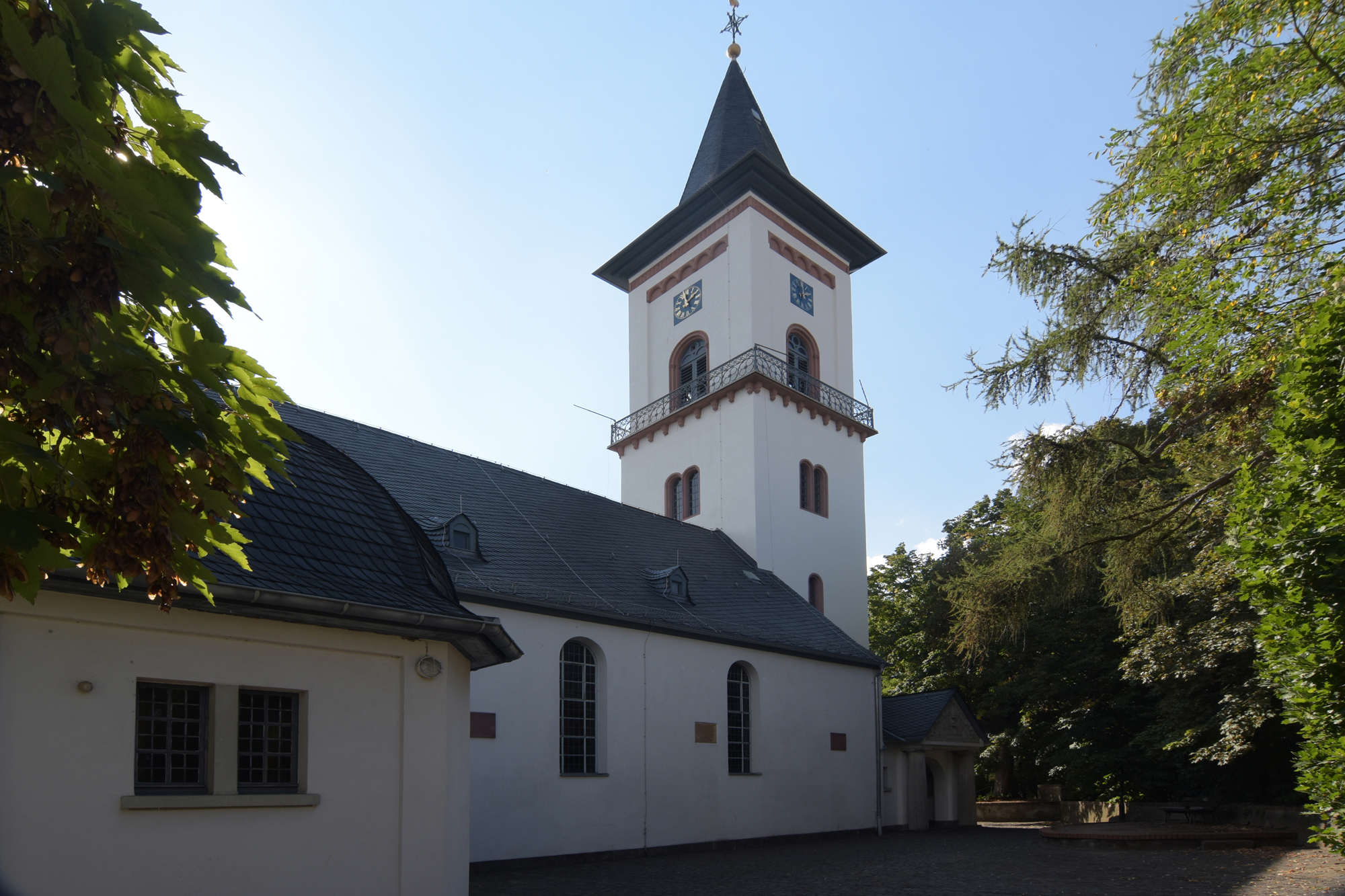
Église d'Eberstadt, 1260
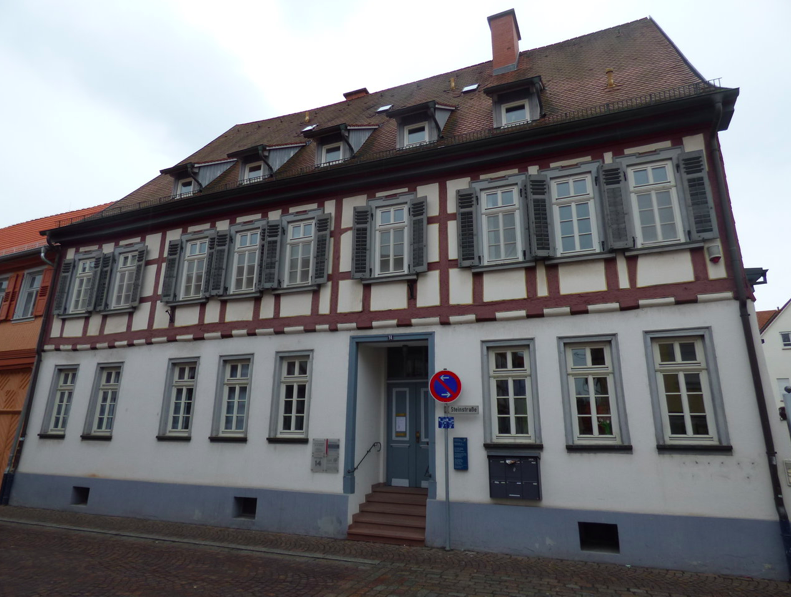
Residence de la famille Frankenstein à Dieburg

Comme les seigneurs avaient le pouvoir de haute juridiction ainsi que du patronariat ecclésiastique, beaucoup de conflits émergeaient surtout avec la famille régnante de Hesse qui ne tolérait pas ce rival si proche d'elle. Du fait de longues disputes territoriales et religieuses entre les Frankenstein catholiques et les Hesse-Darmstadt luthériens, la famille vendit ses domaines autour du château fort aux landgraves de Hesse en 1662 pour une somme de 109 000 florins et se retira sur ses possessions en Vetteravie et Franconie.
Après la Réforme, beaucoup de postes et prévôtés vacants furent repris par les membres de la famille en tant que chanoines, abbés et princes-évêques.
Après la vente de leur seigneurie, la famille se retira sur ses terres à Ockstadt en Vettéravie et acheta la seigneurie de Ullstadt en Franconie où elle fit construire un palais baroque. Au XIXe siècle elle acquit aussi la seigneurie de Thalheim en Haute-Autriche. La famille consiste aujourd'hui encore de deux branches, vivant en Allemagne, Autriche, Angleterre et aux États-Unis.

## Blasons

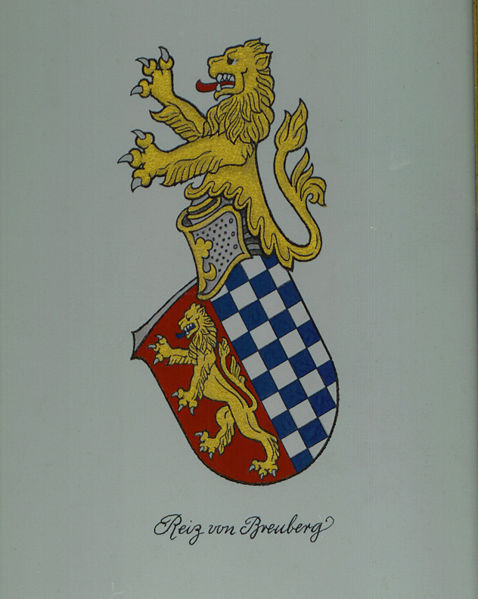
Blason des seigneurs de Breuberg
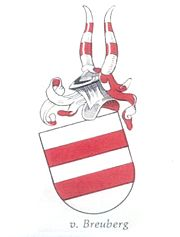
Blason de la seigneurie de Breuberg vers 1330–1350
Blason des seigneurs Franckenstein
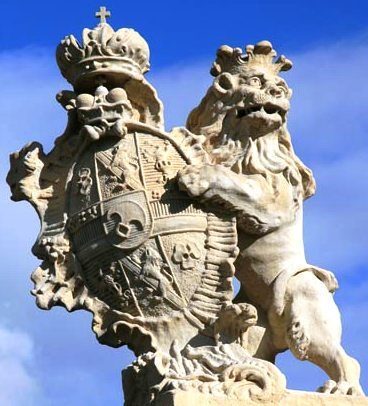
Armoiries des Franckenstein, château d'Ullstadt
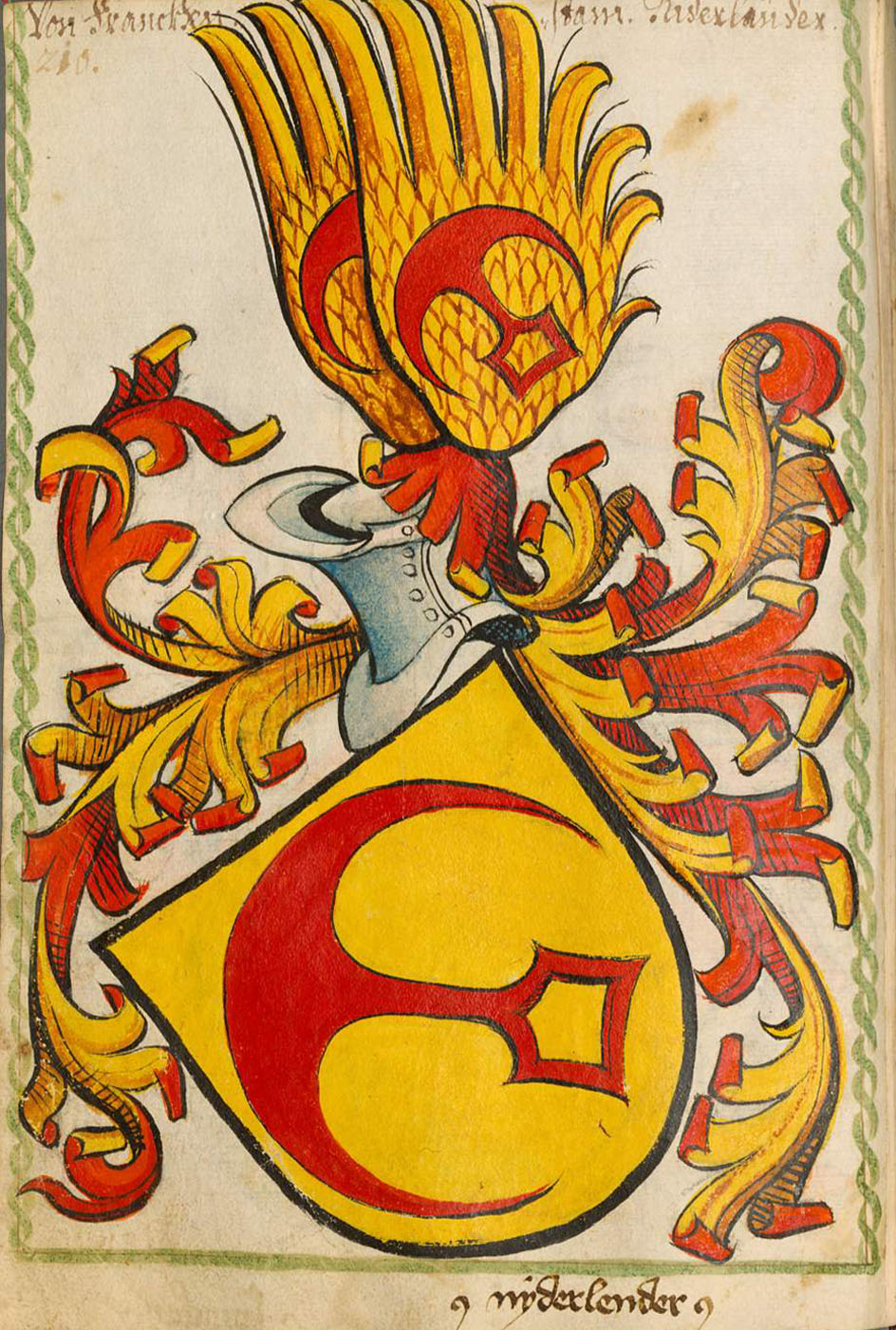
Blason Franckenstein provenant du Scheiblerschen Wappenbuch
Blason des seigneurs de Frankenstein (selon Gelre)
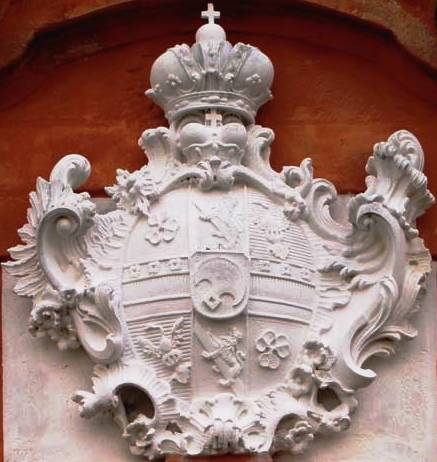
Armoiries des Franckenstein, château de Seehof
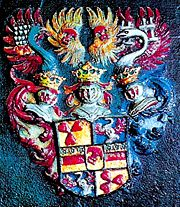
Franckenstein-Armorial à la mairie de Darmstadt-Eberstadt
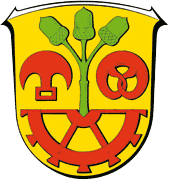
Blason de la commune de Mühltal en Odenwald
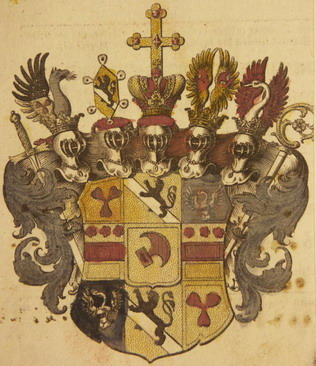
Armoiries princières du Prince-évêque Philipp Anton de Bamberg
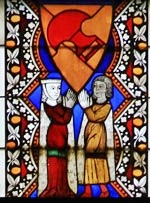
Franckenstein vitrail héraldique dans l'église Sainte-Catherine à Oppenheim, vers 1450
Armoiries de la commune Modautal
Armoiries de la commune Bobstadt
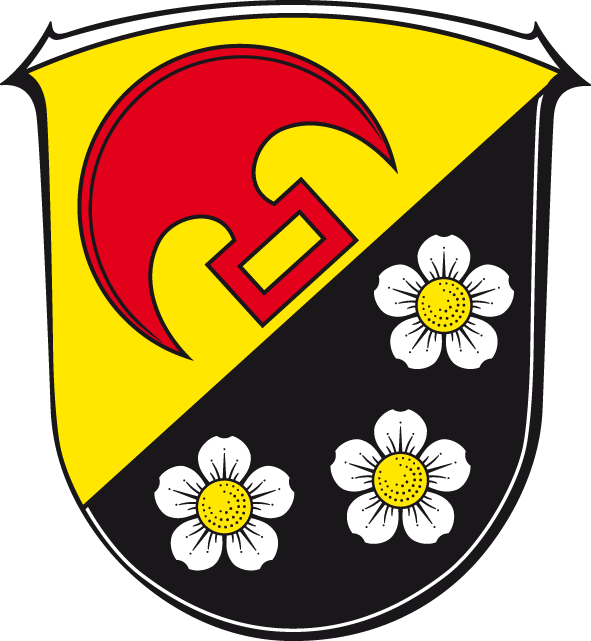
Armoiries de la commune Friedberg-Ockstadt
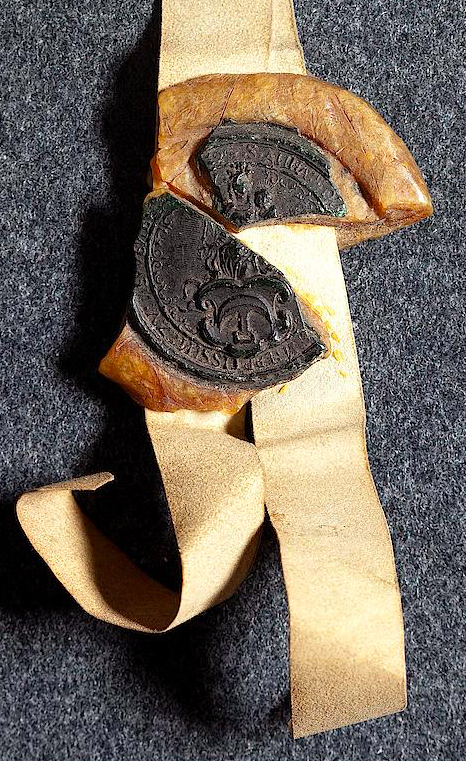
Blason de l’abbesse Anne Marie de Franckenstein

## Titres
- Burgrave de Zwingenberg (éteint)
- Burgrave de Friedberg (éteint)
- Bailli impérial de la Vettéravie (éteint)
- Baron impérial, 1670 (titre régulier)
- Pair de Bavière (titre régulier)

## Personnalités
- Conrad II Reiz de Breuberg, en tant que Conrad Ier de Frankenstein premier porteur du nom et bâtisseur du château Frankenstein, (1245-1292)
- Anne Marie de Franckenstein, abbesse du couvent bénédictin de Neuburg an der Donau de 1535 à 1549
- Rodolphe de Frankenstein (de), prince-évêque de Spire (1552-1560)
- Jean-Fréderic-Louis de Frankenstein, crée Burgrave et Baron du Saint-Empire en 1670 par l'empereur Léopold Ier
- Jean-Charles de Franckenstein (de), prince-évêque de Worms (1683-1691)
- Philippe Antoine de Franckenstein, prince-évêque de Bamberg (1746–1753)
- Jean-Philippe-Louis-Ignace de Franckenstein, Grand-Chanoine de la principauté de Wurtzbourg (1700–1780),
- Jean-Charles-Frédéric-Francois-Xavier de Frankenstein, seigneur d'Ockstatt, d'Holstatt et d'Erpen, ambassadeur du Grand-duché de Francfort auprès du royaume de Bavière, qui fut immatriculé en tant que vicomte et pair de Bavière en 1813.
- Sir George Albert von und zu Franckenstein, ambassadeur extraordinaire de l'empire austro-hongrois auprès de la Sublime Porte, et ambassadeur à Londres de 1920 à 1938
- Clemens von und zu Franckenstein, compositeur allemand et dernier intendant en chef du royaume de Bavière (1875–1942),
- George Arbogast von und zu Franckenstein, politicien bavarois anti-prussien, député allemand, vice-président de la Deutsche Zentrumspartei, président de la chambre des pairs bavarois (1825–1890)
- Joseph Maria Freiherr von und zu Franckenstein, philologue austro-allemand, dissident puis lieutenant de l'armée américaine, attaché à l'OSS et au mouvement de résistance autrichien "O5" contre le régime nazi.

## Galerie de photos

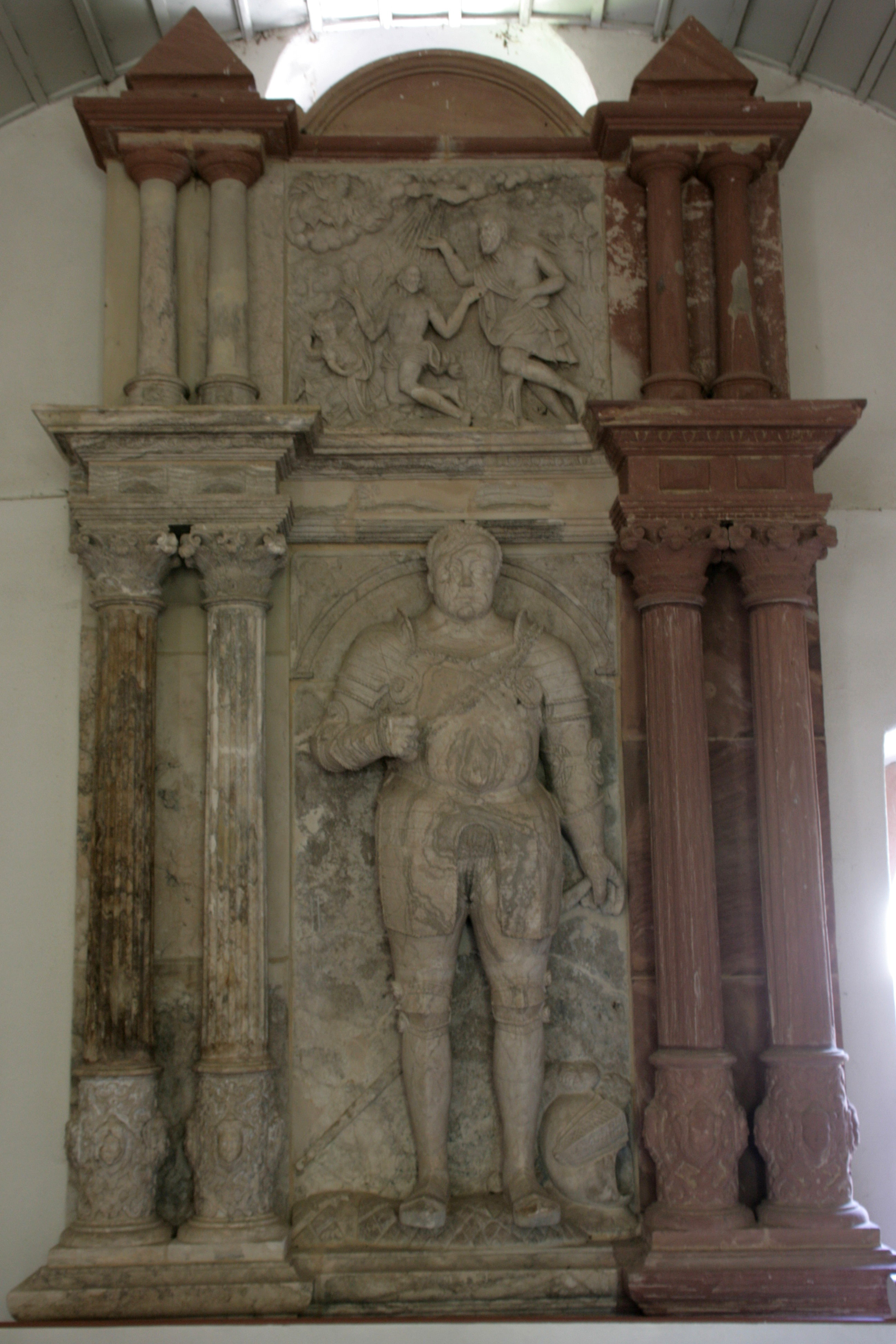
Seigneur Philippe Louis Franckenstein
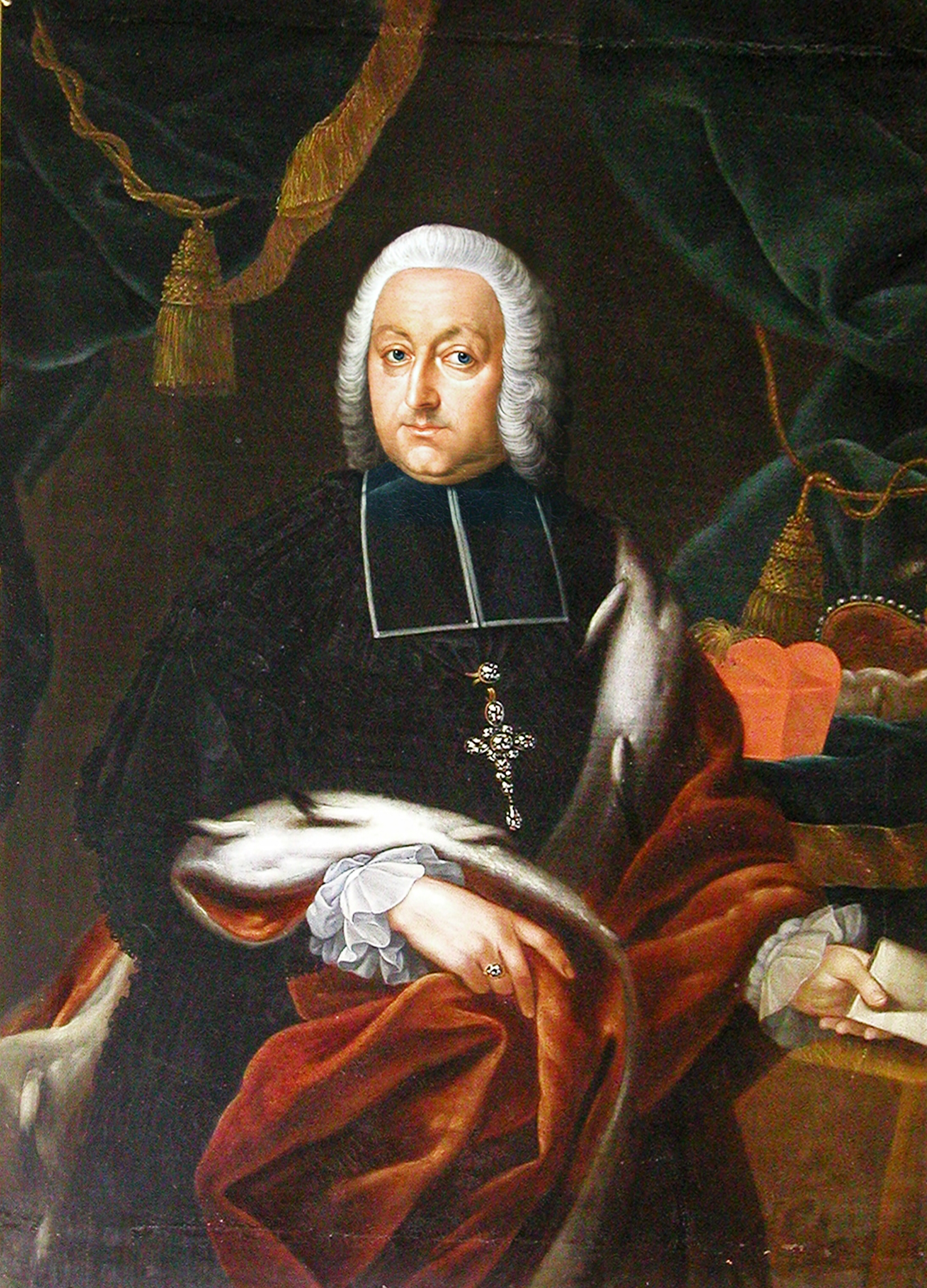
Philippe Antoine Franckenstein, Prince-Évêque de Bamberg
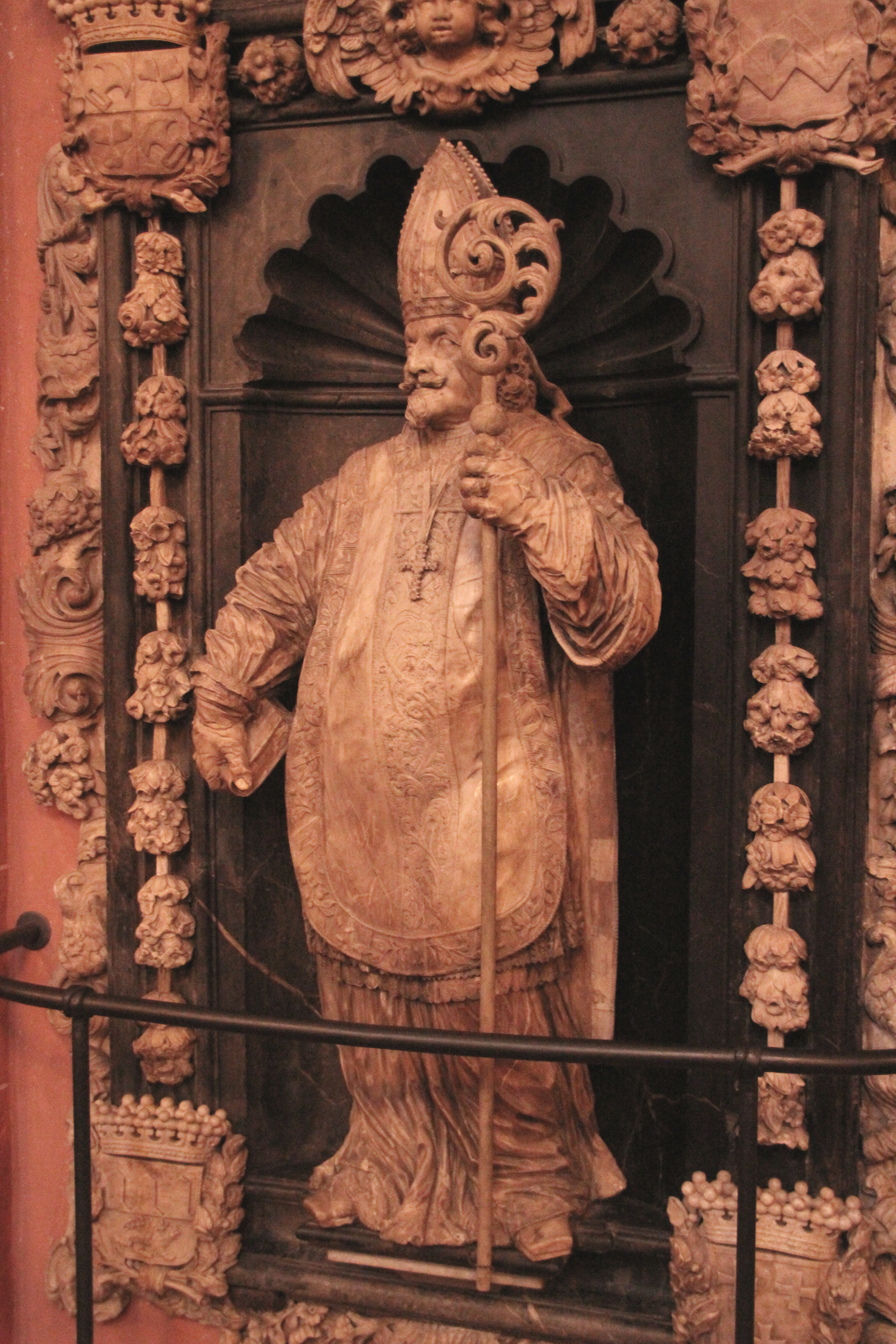
Jean Charles Franckenstein, Prince-Évêque de Worms
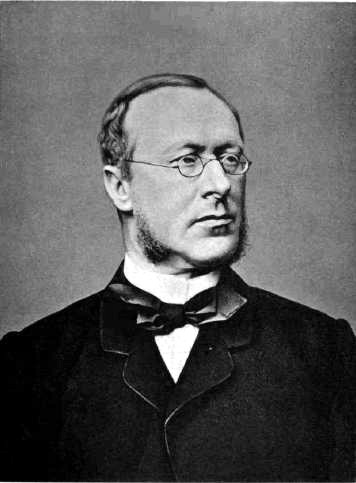
Georges Arbogast Franckenstein, Membre du Parlement Allemand, Président de la Chambre des pairs bavarois
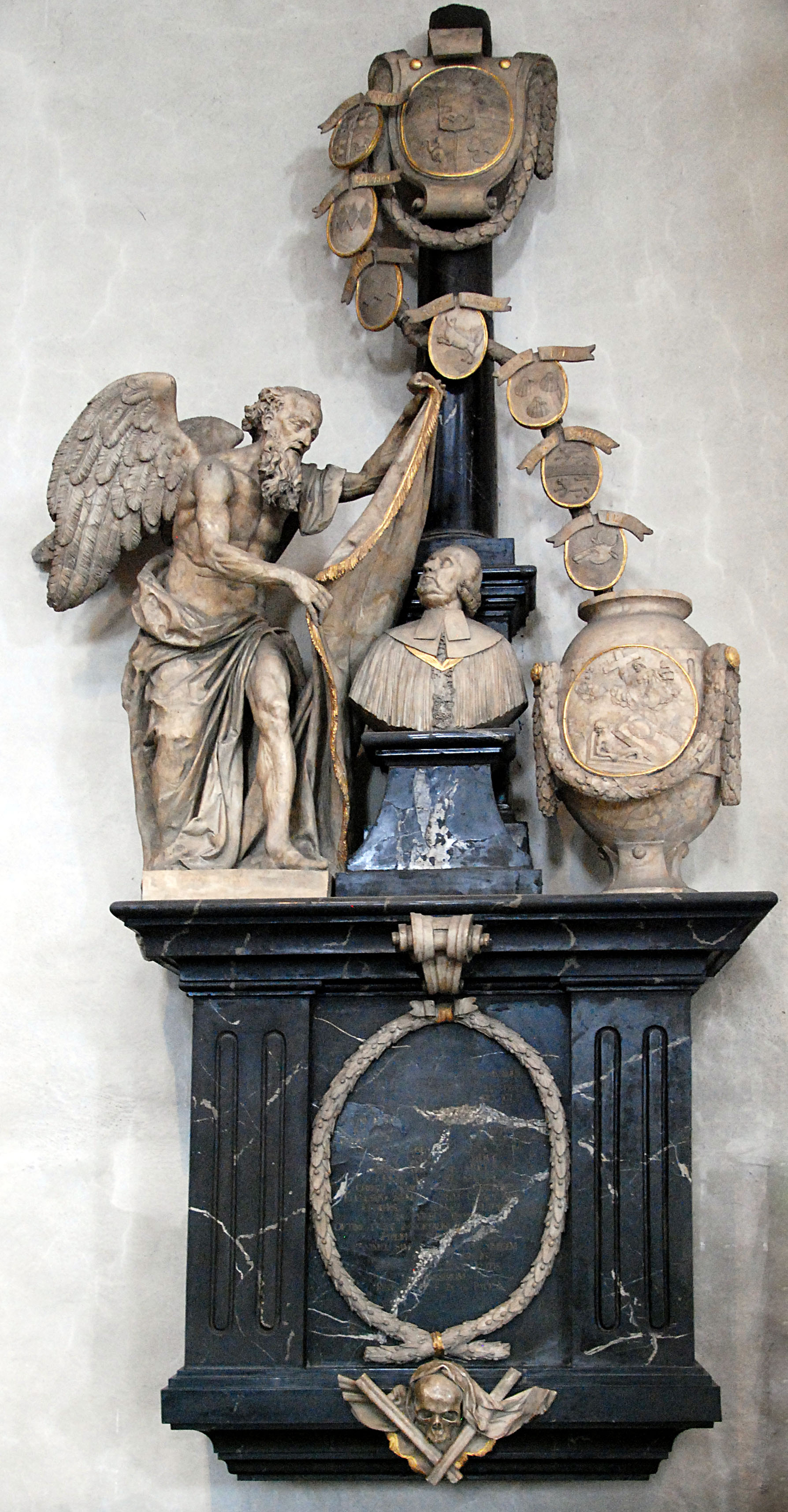
Jean Philippe Franckenstein, Chanoine du chapitre de la cathédrale de Bamberg et Würzburg, Ambassadeur à la Cour impériale de Vienne